# Венев, Стоян
Стоян Венев (болг. Стоян Венев / Stoyan Venev; 21 сентября 1904, село Скриняно Кюстендилского округа, Болгария — 20 марта 1989, София, Болгария) — болгарский график, жанровый живописец, обращавшийся к крестьянским темам. В полных грубоватого, жизнерадостного юмора сельских сценах в живописи и графике Венева зрителю открываются традиции национальной культуры. Его графика, стилистически опиравшаяся на народные мотивы, сыграла важную роль в развитии этого жанра искусства в Болгарии.

## Биография
Стоян Венев родился 21 сентября 1903 в небольшом селе Скриняно Кюстендилского округа, на юго-западе Болгарии.
Учился в Софийской Академии художеств.
В 20-е—30-е годы вместе с такими художниками, как Илия Петров, Александр Жендов, Илия Бешков, развивая антимонархические и антифашистские темы, Стоян Венев сформировался как мастер сатирической графики.
Со второй половины 30-х годов Венев рисует и пишет, главным образом, полные юмора картинки из крестьянской жизни («Весёлый год», 1957 Национальная художественная галерея, София), празднично-яркие и материальные по живописи, с обобщённой трактовкой приземистых фигур, музыкальной ритмичностью композиции. Ряд поздних картин Венева отличаются драматизмом.
Художник умер в 1989 году в Софии.

## Признание
Димитровской премии художник был удостоен дважды: в 1950 и 1953 годах.
В 1954 году Стояну Веневу присвоено звание Народного художника Болгарии.